# Malta (Illinois)
Pour les articles homonymes, voir Malta.
Malta est un village du comté de DeKalb dans l'Illinois, aux États-Unis,.

## Histoire
Le village est fondé en 1855, sous le nom de Milton. Il est ensuite baptisé Etna puis Malta en référence à l'île de Malte. Il est incorporé le 26 mai 1913.

## Démographie
Lors du recensement de 2010, le village comptait une population de 1 164 habitants. Elle est estimée, en 2016, à 1 153 habitants.

## Source de la traduction
- (en) Cet article est partiellement ou en totalité issu de l’article de Wikipédia en anglais intitulé « Malta, Illinois » (voir la liste des auteurs).